# Amli
Amli – miasto w zachodnich Indiach, w terytorium związkowym Dadra, Nagarhaweli, Daman i Diu. Według danych szacunkowych na rok 2008 liczy 37 711 mieszkańców. Ośrodek przemysłowy.